# Dejounte Murray
Pour les articles homonymes, voir Murray.
Dejounte Dashaun Murray, né le 19 septembre 1996 à Seattle dans l'État de Washington, est un joueur américain de basket-ball. Il mesure 1,93 m et évolue actuellement aux Pelicans de La Nouvelle-Orléans au poste de meneur voire d'arrière en National Basketball Association (NBA).
Il participe à son premier All-Star Game en 2022.

## Biographie

### Carrière junior

#### Au lycée
Dejounte Murray fréquente le lycée Rainier Beach à Seattle, Washington. Plusieurs joueurs de basket-ball sont passés par l'école : Jamal Crawford, Doug Christie, Terrence Williams, Nate Robinson et Kevin Porter Jr. Dejounte Murray mène les Vikings à trois titres de classe 3A. Entre autres honneurs qu’il reçoit, Murray est nommé Washington M. Basketball par la Washington Interscholastic Basketball Coaches Association ainsi que le Seattle Times State Player of the Year.

#### A l'université
En NCAA, il joue pour les Huskies de Washington.
En première année à l’université de Washington en 2015-2016, Murray est nommé dans la second-team All-Pac-12 and Pac-12 All-Freshman Team avec des moyennes de 16,1 points, 5,9 rebonds, 4,4 passes décisives et 1,8 interception en 33,5 minutes, en débutant les 34 matchs.
Le 24 mars 2016, il annonce sa candidature à la draft NBA après seulement une saison universitaire.

### Carrière professionnelle
Dejounte Murray est drafté en 29e position lors de la draft 2016 de la NBA par les Spurs de San Antonio.

#### Spurs de San Antonio (2016-2022)
Dejounte Murray dispute la NBA Summer League 2016 avec les Spurs, et le 14 juillet, il a signé son contrat rookie avec la franchise texane. Le 29 octobre 2016, lors du troisième match des Spurs de la saison 2016-2017, Murray fait ses débuts en NBA. En un peu moins de neuf minutes, il enregistre deux rebonds et une passe décisive lors de la victoire des Spurs contre les Pelicans de La Nouvelle-Orléans sur le score de 98 à 79. Il établit un record personnel le 19 janvier en marquant 24 points dans une victoire de 118 à 104 contre les Nuggets de Denver. Au cours de sa saison rookie, il a de multiples affectations avec les Spurs d'Austin de la NBA Development League. Le 5 mai 2017, avec Tony Parker forfait pour le reste des playoffs 2017 pour une blessure à la jambe, les Spurs choisissent de mettre Dejounte Murray en tant que meneur titulaire pour le match 3 de leur série de demi finale de conférence Ouest contre les Rockets de Houston. Il marque deux points en 15 minutes, et les Spurs prennent une avance de 2-1 dans la série avec une victoire de 103 à 92. Il aide les Spurs à remporter la série contre les Rockets avec 11 points, 10 rebonds et 5 passes lors du match 6. Il est la quatrième recrue dans l’histoire des Spurs à réaliser un double-double dans un match éliminatoire, rejoignant David Robinson, Tim Duncan et Kawhi Leonard. Les Spurs perdent ensuite contre les Warriors de Golden State en finale de la Conférence Ouest.
Il participe à la NBA Summer League 2017 avec les Spurs.
Lors du premier match de la saison 2017-2018 des Spurs le 18 octobre 2017, Dejounte Murray marque 16 points, prend cinq rebonds et fait deux passes décisives à la place de Tony Parker lors de la victoire 107 à 99 contre les Timberwolves du Minnesota. Le 9 décembre 2017, il égale son record de carrière avec 14 rebonds lors d'une victoire 104 à 101 contre les Suns de Phoenix. Le 3 février 2018, lors d’une défaite 120 à 111 contre le Jazz de l'Utah, Dejounte Murray devient le premier joueur depuis Kawhi Leonard avec 500 points et 300 rebonds lors de ses 100 premiers matchs avec les Spurs. Le 19 mars 2018, lors d'une victoire 89 à 75 contre les Warriors, Murray capte huit rebonds pour établir le record de la franchise pour les rebonds en une seule saison pour un meneur. Il atteint 385 rebonds en 1436 minutes, surpassant le total de 378 rebonds de Johnny Moore en 2889 minutes. Lors du quatrième match du premier tour des Playoffs 2018 des Spurs contre les Warriors, il réalise un 3 sur 3 à trois points en première mi-temps, le plus grand nombre de trois-points réalisés lors des playoffs, sans échec, pour un joueur des Spurs depuis Steve Kerr (2003) et Patty Mills (2014) qui avaient réussi un 4 sur 4 en demi finale de conférence. À l'issue de la saison, il est nommé dans la NBA All-Defensive Second Team, devenant le plus jeune joueur de l'histoire de la NBA à être nommé dans l'une des équipes All-Defensive de la saison.
Le 8 octobre 2018, peu avant le début de la saison régulière, il est victime d'une déchirure d’un ligament du genou droit, ce qui met fin à sa saison.

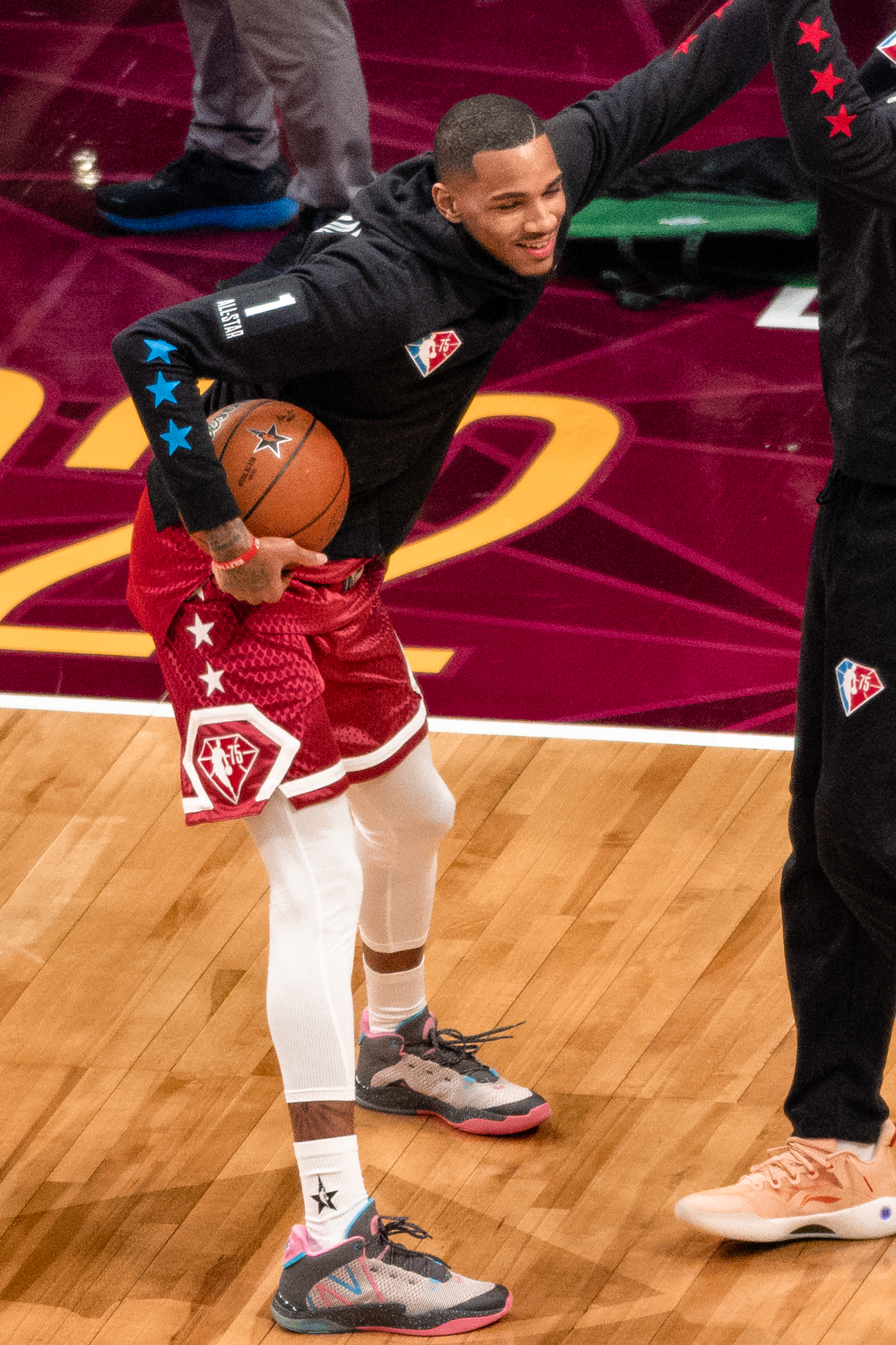
Dejounte Murray lors du NBA All-Star Game 2022.

En octobre 2019, il signe un nouveau contrat de quatre ans avec les Spurs pour 64 millions de dollars. Lors de la saison 2019-2020, il dispute 66 matches pour une moyenne de 10,9 points par match.
Le 26 décembre 2020, il a enregistré son premier triple-double en carrière avec 11 points, 10 rebonds et 10 passes lors d'une victoire,119 à 114 contre les Raptors de Toronto. Le 8 février 2021, il a enregistré 27 points, 10 rebonds et 8 interceptions contre les Warriors de Golden State lors de la victoire des Spurs sur le score de 105 à 100,.
Le 7 février 2022, il est sélectionné pour la première fois pour disputer le NBA All-Star Game 2022 en remplacement de Draymond Green. Le 11 février 2022, il réalise son quinzième triple-double avec les Spurs face aux Hawks d'Atlanta avec 32 points, 10 rebonds et 15 passes décisives, battant le record de David Robinson et devenant le joueur des Spurs ayant réalisé le plus de triple-double sous le maillot des Spurs. Le 13 février, lors d'une victoire, 124 à 114, face aux Pelicans de la Nouvelle-Orleans, , il devient le premier joueur de l'histoire de la NBA à enregistrer au moins 30 points, 10 rebonds et moins de une balle perdue lors de plusieurs matches consécutivement depuis que les statistiques individuelles sont connues (depuis la saison 1977-1978). Il a terminé deuxième, derrière Ja Morant, pour le prix du Most Improved Player. Dejounte Murray a terminé la saison 2021-2022 en tant que premier joueur de l’histoire de la NBA à avoir en moyenne par match 20 points, 8 rebonds, 9 passes décisives et 2 interceptions par match. Il termine également la saison 2021-2022 en tant que meilleur intercepteur de la saison régulière avec 138 interceptions soit une moyenne de 2,0 interceptions par match devant Chris Paul et Gary Trent Jr..

#### Hawks d'Atlanta (2022-2024)
Fin juin 2022, Dejounte Murray est envoyé vers les Hawks d'Atlanta avec Jock Landale contre Danilo Gallinari et plusieurs premiers tours de draft.
Le 19 octobre, Murray a fait ses débuts chez les Hawks, inscrivant 20 points, 11 passes décisives, cinq rebonds et cinq interceptions lors d'une victoire 117 à 107 contre les Rockets de Houston. Le 2 novembre, Murray a enregistré un record en carrière avec 36 points, ainsi que 4 rebonds, 9 passes décisives et 6 interceptions dans une victoire de 112 à 99 contre les Knicks de New York. Le 5 novembre, Murray a enregistré son premier triple-double en carrière avec les Hawks, inscrivant 22 points, 10 rebonds, 11 passes décisives et 3 interceptions dans une victoire de 124 à 121, après prolongation, contre les Pelicans de la Nouvelle-Orléans. Le 25 novembre, Dejounte Murray a enregistré un nouveau record en carrière avec 39 points, dont huit tirs à trois points réalisés, lors d'une défaite de 122 à 128 contre les Rockets de Houston. Le 20 janvier 2023, Dejounte Murray a mené les Hawks à une victoire de 129 à 124 contre les Knicks de New York avec 29 points et 12 passes décisives. Le 30 janvier, il a marqué 40 points, un record en carrière, ainsi que huit rebonds, sept passes décisives, deux interceptions et aucune balle perdue dans une défaite de 125 à 129 contre les Trail Blazers de Portland. Le 3 mars, il a marqué 41 points, nouveau record en carrière sur un tir de 17 sur 22, 5 sur 5 sur trois points et 2 sur 2 sur la ligne des lancers francs lors d'une victoire de 129 à 111 contre les Trail Blazers. Lors du troisième match du premier tour des Playoffs NBA 2023 des Hawks contre les Celtics de Boston, Dejounte Murray a inscrit 25 points, six rebonds, cinq passes décisives et une interception dans une victoire de 130 à 122. Il s’est joint à Trae Young en tant que premier duo de coéquipiers des Hawks à accumuler au moins 25 points, cinq rebonds et cinq passes décisives dans un match de playoffs depuis Lenny Wilkens et Bill Bridges en 1966. Les Hawks sont éliminés dès le premier tour par les Celtics.
Le 7 juillet 2023, il prolonge son contrat avec les Hawks pour quatre saisons supplémentaires et 120 millions de dollars.

#### Pelicans de La Nouvelle-Orléans (depuis 2024)
En juin 2024, il est transféré en direction des Pelicans de La Nouvelle-Orléans en échange de Larry Nance Jr., Dyson Daniels, E. J. Liddell et deux premiers tours de draft. Dès le match d'ouverture de la saison le 24 octobre 2024 face aux Bulls de Chicago, il se fracture la main et va manquer quatre à six semaines de compétitions.
En janvier 2025, Murray se blesse au tendon d'Achille de la jambe droite et doit manquer le reste de la saison.

## Palmarès

### NBA
- NBA All-Defensive Second Team (2018)
- 1 sélection au All-Star Game en 2022.
- Meilleur intercepteur lors de la saison 2021-2022 avec 2 interceptions en moyenne par match.
- Meilleur intercepteur lors de la saison 2021-2022 avec 138 interceptions.

### Universitaire
- Second-team All-Pac-12 (2016)
- Parade All-American (2015)
- Washington Mr. Basketball (2015)

## Statistiques

### Universitaires
Les statistiques de Dejounte Murray en matchs universitaires sont les suivantes :
| Saison    | Équipe     | Matchs | Titul. | Min./m | % Tir | % 3pts | % LF | Rbds/m. | Pass/m. | Int/m. | Ctr/m. | Pts/m. |
| --------- | ---------- | ------ | ------ | ------ | ----- | ------ | ---- | ------- | ------- | ------ | ------ | ------ |
| 2015-2016 | Washington | 34     | 34     | 33,5   | 41,6  | 28,8   | 66,3 | 5,97    | 4,47    | 1,82   | 0,29   | 16,12  |
| Carrière  | Carrière   | 34     | 34     | 33,5   | 41,6  | 28,8   | 66,3 | 5,97    | 4,47    | 1,82   | 0,29   | 16,12  |

### En NBA Development League
Les statistiques de Dejounte Murray en matchs de D-League sont les suivantes :
| Saison    | Équipe   | Matchs | Titul. | Min./m | % Tir | % 3pts | % LF | Rbds/m. | Pass/m. | Int/m. | Ctr/m. | Pts/m. |
| --------- | -------- | ------ | ------ | ------ | ----- | ------ | ---- | ------- | ------- | ------ | ------ | ------ |
| 2016-2017 | Austin   | 15     | 15     | 35,1   | 44,2  | 15,6   | 70,3 | 7,9     | 6,2     | 2,0    | 0,1    | 17,2   |
| Carrière  | Carrière | 15     | 15     | 35,1   | 44,2  | 15,6   | 70,3 | 7,9     | 6,2     | 2,0    | 0,1    | 17,2   |

### En NBA
Les statistiques de Dejounte Murray en matchs NBA sont les suivantes :

#### Saison régulière
| Saison        | Équipe              | Matchs | Titul. | Min./m | % Tir | % 3pts | % LF  | Rbds/m. | Pass/m. | Int/m. | Ctr/m. | Pts/m. |
| ------------- | ------------------- | ------ | ------ | ------ | ----- | ------ | ----- | ------- | ------- | ------ | ------ | ------ |
| 2016-2017     | San Antonio         | 38     | 8      | 8,5    | 43,1  | 39,1   | 70,0  | 1,11    | 1,26    | 0,21   | 0,16   | 3,42   |
| 2017-2018     | San Antonio         | 81     | 48     | 21,5   | 44,3  | 26,5   | 70,9  | 5,67    | 2,85    | 1,20   | 0,38   | 8,07   |
| 2019-2020     | San Antonio         | 66     | 58     | 25,6   | 46,2  | 36,9   | 79,8  | 5,80    | 4,11    | 1,68   | 0,26   | 10,91  |
| 2020-2021     | San Antonio         | 67     | 67     | 31,9   | 45,3  | 31,7   | 79,1  | 7,06    | 5,42    | 1,51   | 0,10   | 15,69  |
| 2021-2022     | San Antonio         | 68     | 68     | 34,8   | 46,2  | 32,7   | 79,4  | 8,28    | 9,22    | 2,03   | 0,34   | 21,15  |
| 2022-2023     | Atlanta             | 74     | 74     | 36,4   | 46,4  | 34,4   | 83,2  | 5,26    | 6,05    | 1,51   | 0,26   | 20,47  |
| 2023-2024     | Atlanta             | 78     | 78     | 35,7   | 45,9  | 36,3   | 79,4  | 5,30    | 6,40    | 1,40   | 0,30   | 22,50  |
| 2024-2025     | La Nouvelle-Orléans | 31     | 31     | 32,6   | 39,3  | 29,9   | 82,3  | 6,50    | 7,40    | 2,00   | 0,40   | 17,50  |
| Carrière      | Carrière            | 503    | 432    | 29,3   | 45,3  | 34,0   | 79,0  | 5,80    | 5,40    | 1,50   | 0,30   | 15,50  |
| All-Star Game | All-Star Game       | 1      | 0      | 27,0   | 63,6  | 33,3   | 100,0 | 5,00    | 5,00    | 0,00   | 1,00   | 17,00  |

#### Play-In
| Saison   | Équipe      | Matchs | Titul. | Min./m | % Tir | % 3pts | % LF | Rbds/m. | Pass/m. | Int/m. | Ctr/m. | Pts/m. |
| -------- | ----------- | ------ | ------ | ------ | ----- | ------ | ---- | ------- | ------- | ------ | ------ | ------ |
| 2021     | San Antonio | 1      | 1      | 38,9   | 23,5  | 0      | 100  | 13,0    | 11,0    | 2,0    | 1,0    | 10,0   |
| 2022     | San Antonio | 1      | 1      | 33,9   | 26,3  | 20,0   | 100  | 9,0     | 5,0     | 0      | 1,0    | 16,0   |
| 2023     | Atlanta     | 1      | 1      | 36,6   | 43,8  | 37,5   | 50,0 | 5,0     | 6,0     | 0      | 1,0    | 18,0   |
| Carrière | Carrière    | 3      | 3      | 36,5   | 30,8  | 25,0   | 88,9 | 9,0     | 7,3     | 0,7    | 1,0    | 14,7   |

#### Playoffs
| Saison   | Équipe      | Matchs | Titul. | Min./m | % Tir | % 3pts | % LF  | Rbds/m. | Pass/m. | Int/m. | Ctr/m. | Pts/m. |
| -------- | ----------- | ------ | ------ | ------ | ----- | ------ | ----- | ------- | ------- | ------ | ------ | ------ |
| 2017     | San Antonio | 11     | 2      | 15,3   | 37,7  | 0,0    | 68,0  | 2,45    | 2,45    | 1,45   | 0,09   | 5,73   |
| 2018     | San Antonio | 5      | 5      | 19,2   | 45,2  | 66,7   | 77,8  | 4,20    | 1,80    | 1,00   | 0,40   | 7,80   |
| 2023     | Atlanta     | 5      | 5      | 38,1   | 44,7  | 37,8   | 100,0 | 7,20    | 6,80    | 2,00   | 0,20   | 23,00  |
| Carrière | Carrière    | 21     | 12     | 21,6   | 42,6  | 39,1   | 76,7  | 4,00    | 3,33    | 1,48   | 0,19   | 10,33  |

## Records sur une rencontre en NBA
Les records personnels de Dejounte Murray en NBA sont les suivants, :
| Type de statistique        | Saison régulière | Saison régulière         | Saison régulière | Playoffs | Playoffs                   | Playoffs      |
| Type de statistique        | Record           | Adversaire               | Date             | Record   | Adversaire                 | Date          |
| -------------------------- | ---------------- | ------------------------ | ---------------- | -------- | -------------------------- | ------------- |
| Points                     | 44               | Celtics de Boston        | 28 mars 2024     | 29       | @ Celtics de Boston        | 18 avril 2023 |
| Paniers marqués            | 18               | Celtics de Boston        | 28 mars 2024     | 11       | @ Celtics de Boston        | 18 avril 2023 |
| Paniers tentés             | 44               | Celtics de Boston        | 28 mars 2024     | 24       | @ Celtics de Boston        | 18 avril 2023 |
| Paniers à 3 points réussis | 8                | @ Rockets de Houston     | 25 novembre 2022 | 7        | @ Celtics de Boston        | 18 avril 2023 |
| Paniers à 3 points tentés  | 19               | Celtics de Boston        | 28 mars 2024     | 13       | @ Celtics de Boston        | 18 avril 2023 |
| Lancers francs réussis     | 9                | 4 fois                   | 4 fois           | 5        | Warriors de Golden State   | 22 mai 2017   |
| Lancers francs tentés      | 13               | @ Lakers de Los Angeles  | 4 avril 2018     | 7        | Warriors de Golden State   | 22 mai 2017   |
| Rebonds offensifs          | 6                | 2 fois                   | 2 fois           | 1        | 8 fois                     | 8 fois        |
| Rebonds défensifs          | 13               | @ Jazz de l'Utah         | 13 août 2020     | 9        | @ Rockets de Houston       | 11 mai 2017   |
| Rebonds totaux             | 17               | @ Wizards de Washington  | 26 avril 2021    | 10       | @ Rockets de Houston       | 11 mai 2017   |
| Passes décisives           | 15               | 4 fois                   | 4 fois           | 11       | Celtics de Boston          | 27 avril 2023 |
| Interceptions              | 8                | Warriors de Golden State | 8 février 2021   | 5        | Warriors de Golden State   | 22 mai 2017   |
| Contres                    | 3                | 2 fois                   | 2 fois           | 1        | 3 fois                     | 3 fois        |
| Balles perdues             | 6                | 7 fois                   | 7 fois           | 5        | @ Warriors de Golden State | 16 mai 2017   |
| Minutes jouées             | 46               | Celtics de Boston        | 28 mars 2024     | 39       | @ Celtics de Boston        | 18 avril 2023 |

- Double-double : 101 (dont 2 en playoffs)
- Triple-double : 20

Dernière mise à jour : 20 janvier 2025

## Salaires
| Saison      | Equipe               | Salaire      |
| ----------- | -------------------- | ------------ |
| 2016-2017   | Spurs de San Antonio | 1 180 080 $  |
| 2017-2018   | Spurs de San Antonio | 1 312 611 $  |
| 2018-2019   | Spurs de San Antonio | 1 544 951 $  |
| 2019-2020   | Spurs de San Antonio | 2 321 735 $  |
| 2020-2021   | Spurs de San Antonio | 14 286 000 $ |
| 2021-2022   | Spurs de San Antonio | 15 428 880 $ |
| 2022-2023   | Hawks d'Atlanta      | 16 571 120 $ |
| Total Gains | Total Gains          | 52 645 377 $ |
| 2023-2024   | Hawks d'Atlanta      | 18 214 000 $ |
| 2024-2025   | Hawks d'Atlanta      | 25 499 599 $ |
| 2025-2026   | Hawks d'Atlanta      | 27 539 568 $ |
| 2026-2027   | Hawks d'Atlanta      | 29 579 537 $ |
| 2027-2028   | Hawks d'Atlanta      | 31 619 506 $ |